# Starstreak HVM
Starstreak ist eine britische Flugabwehrrakete kurzer Reichweite, die von Thales Air Defence Limited (vormals Shorts Missile Systems) hergestellt wird. 

## Entwicklung
Die Entwicklung der Rakete begann Anfang der 1980er-Jahre, als Ersatz für Javelin-Rakete und als Ergänzung für die Rapier-Rakete der British Army. Dabei hatten Studien aufgezeigt, dass ein Hochgeschwindigkeitssystem die beste Lösung für diese Aufgabe darstellte. Die vom Militär an das System gestellten Anforderungen beinhalteten drei Startplattformen:
- eine selbstfahrende Startvorrichtung
- ein leichtes Startgerät für drei Raketen
- ein tragbares, schultergestütztes Startgerät

Im Jahr 1984 vergab das britische Verteidigungsministerium Entwicklungsaufträge an British Aerospace und Shorts Missile Systems. Shorts gewann diese Ausschreibung und bekam im November 1986 den Weiterentwicklungs- und Fertigungsauftrag mit einem Umfang von 356 Millionen Pfund Sterling zugeteilt. Nach über 100 Teststarts sowie Testflügen wurden die ersten Starstreak 1994 an die British Army ausgeliefert und im Jahr 1997 war Starstreak operationell. Ab 1998 wurde Starstreak auch für Exportkunden produziert. Im Juli 2001 erhielt Thales einen Vertrag über ein Freund-Feind-Kennungs-System für die Starstreak. Bis 2003 wurden über 7000 Startstreak für die British Army und für den Export produziert. Im September 2022 kündigte die Thales Group die Entwicklung einer neuen Startstreak-Version an.

## Beschreibung

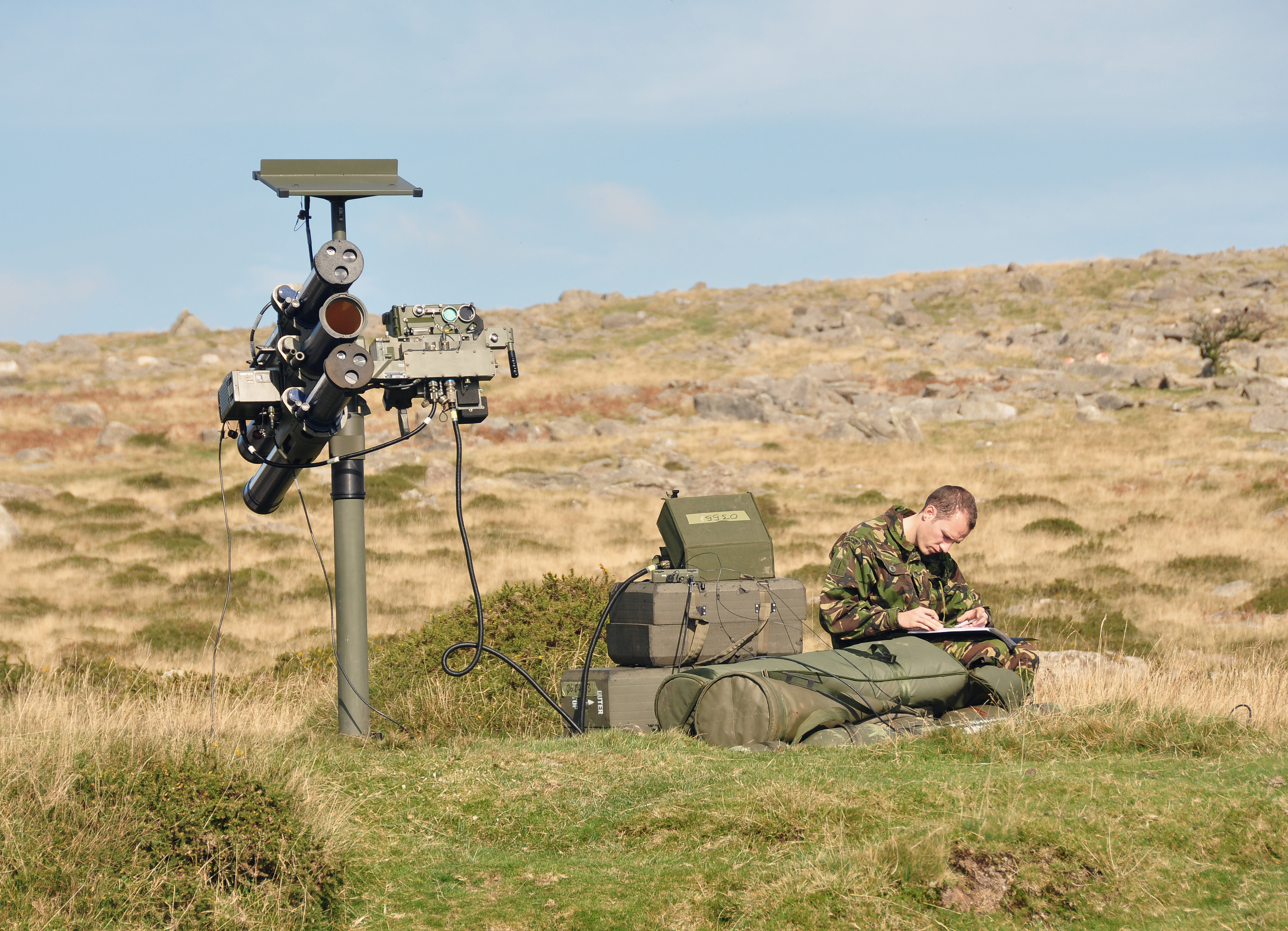
Startgerät mit drei Rohren im Einsatz der British Army

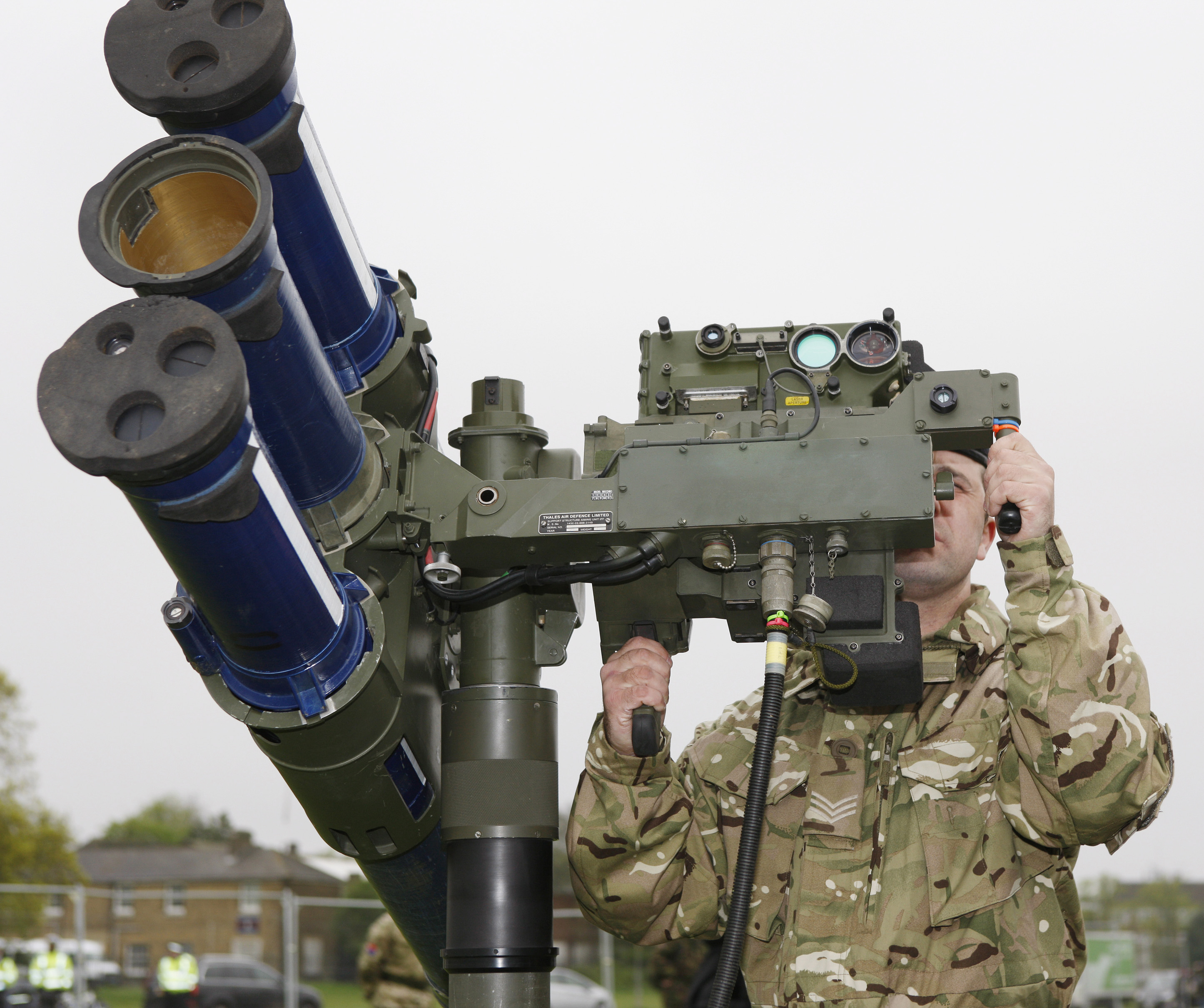
Soldat bedient ein Starstreak LML

Der Starstreak-Lenkflugkörper wird in einem geschlossenen Startrohr transportiert, an dem zum Abfeuern die Zieleinheit befestigt wird. Der Schütze verfolgt das Ziel über die stabilisierte optische Visierung. Während der Zielverfolgung berechnet die Zieleinheit die optimale Flugbahn zum Ziel. Zusätzlich kann der Schütze der Zieleinheit die Windrichtung mitteilen. Für den Fall, dass sich das Ziel in größerer Entfernung befindet, kann er dessen Flughöhe eingeben. Wenn die nötige Zielverfolgung abgeschlossen ist, feuert der Schütze die Rakete ab.
Der Start des Lenkflugkörpers erfolgt nach dem Kaltstart-Prinzip. Eine Ausstoßladung stößt den Lenkflugkörper aus dem Startrohr. Dabei werden die Leitwerke ausgeklappt In einer Entfernung von rund 4 m zündet das Feststoffraketentriebwerk. Dieses beschleunigt den Lenkflugkörpers innerhalb einer Flugstrecke von rund 400 m auf rund Mach 3,5. Dabei erreicht der Lenkflugkörper durch seine Rotation um die Längsachse und die vier Leitwerke eine stabile Flugbahn. Nachdem das Feststoffraketentriebwerk ausgebrannt ist, werden die drei Subflugkörper (Darts) freigesetzt. Die Subflugkörper sind 396 mm lang, haben einen Durchmesser von 22 mm und ein Gewicht von 0,9 kg. Jeder Subflugkörper besteht aus einem rotierenden Vorderteil mit zwei Leitwerken, der mit der nicht-rotierenden Hinterbaugruppe mit vier Leitwerken verbunden ist. In der Hinterbaugruppe ist auch die Steuerelektronik untergebracht. Die Hülle des Subflugkörpers besteht aus einer Wolfram-Legierung und enthält ca. 0,45 kg Polymer-gebundener Sprengstoff, der über einen Aufschlagzünder mit Verzögerung zur Detonation gebracht wird.
Die Rakete wird über zwei Laserstrahlen gelenkt, die in der Zieleinheit auf eine zweidimensionale Matrix projiziert werden. Der Laser wird abhängig von der Position in der Projektionsmatrix moduliert. Die Modulation wird von jeder der Subraketen detektiert und ermöglicht die nötigen Kurskorrekturen. Die Subraketen vollführen hierzu kurze Steuerbewegungen, indem sie den rotierenden Vorderteil mit einer Kupplung stoppen, wodurch die beiden Vorderflügel die Rakete in die entsprechende Richtung lenken. Die drei Subraketen fliegen in einer Formation mit einem Radius von etwa 1,5 m und haben ausreichend kinetische Energie, um ein mit 9g ausweichendes Ziel in sieben Kilometern Entfernung zu treffen.
Beim Auftreffen auf das Ziel wird der Verzögerungsaufschlagzünder aktiviert. Hierdurch bleibt der Rakete genug Zeit, um das Ziel zu penetrieren, bevor der Sprengstoff detoniert. Die Wolframhülle ist darauf ausgelegt, zu zersplittern und möglichst großen Schaden innerhalb des Ziels anzurichten.
Im September 1999 wurde der Einsatz der Rakete gegen ein gepanzertes Fahrzeug (gepanzerter Truppentransporter FV 432) demonstriert, der ihre Effizienz als Boden-Boden-Waffe aufzeigte. Jede Subrakete hat bei einer Geschwindigkeit von 1250 m/s eine kinetische Energie ähnlich der eines Geschosses aus einem 40-mm-Bofors-Geschütz und damit ausreichend Energie, um die Frontpartie vieler leichtgepanzerter Fahrzeuge zu durchdringen. Dennoch fehlt der Starstreak die panzerbrechende Wirkung einer speziell für diesen Zweck entwickelten Panzerabwehrlenkrakete oder einer Mehrzweckrakete wie beispielsweise dem Air Defense Anti-Tank System (ADATS).

## Varianten

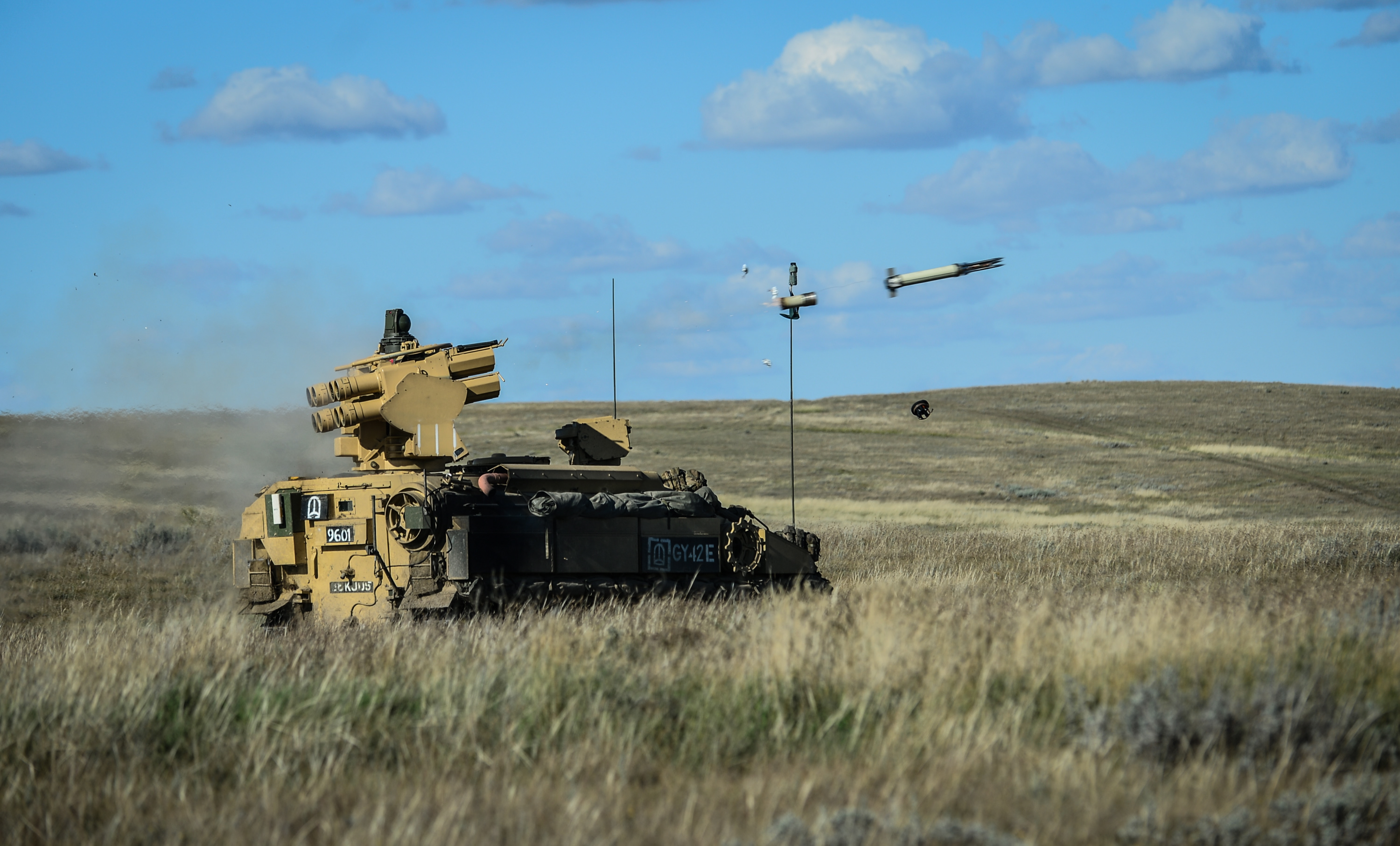
Stormer HVM

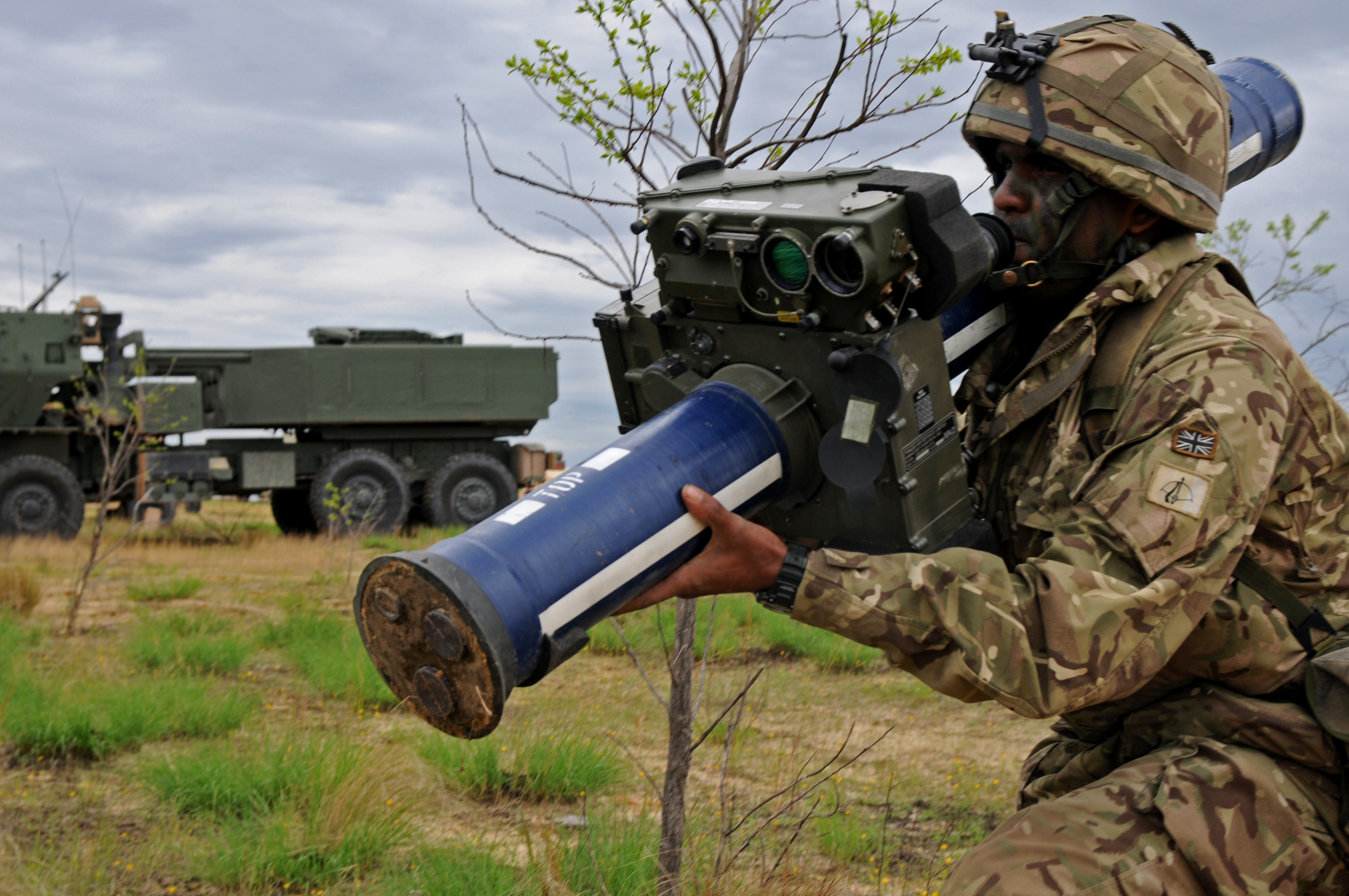
Starstreak MANPADS

- SP HVM – transportiert von einem Alvis Stormer mit einem dachmontierten Starter für acht Raketen und einem im Innenraum mitgeführten Vorrat von weiteren zwölf Raketen.
- LML – abgefeuert von einem „Lightweight Multiple Launcher“ (leichter Mehrfachstarter), der drei startbereite Raketen umfasst und entweder stationär oder auf einem leichten Fahrzeug wie einem Land Rover oder Humvee eingesetzt werden kann. In dieser Konfiguration wurde zuvor das Javelin-System verwendet.
- MANPADS – tragbare Variante, die der Schütze von der Schulter aus abfeuert.
- ATASK (Air-to-Air-Starstreak – Luft-Luft-Starstreak) – von einem Helikopter aus abgefeuert. Diese Variante wurde in Zusammenarbeit mit McDonnell Douglas und Lockheed Martin Electronics zwischen 1995 und 1998 speziell für den Einsatz durch den AH-64 Apache entwickelt. Sie wurde bislang (2006) noch nicht in Dienst gestellt.
- Seastreak – zwei Varianten zum seegestützten Einsatz wurden demonstriert. Eine durch eine einzelne Person zu bedienende Startvorrichtung ähnlich der LML, aber mit insgesamt sechs Raketen, und eine CIWS-Variante mit 24 Raketen.

## Leistung
Die Starstreak hat eine Reihe von Vorteilen gegenüber infrarot- und radargelenkten Raketen:
- Sie kann nicht durch einfache Flares oder Radargegenmaßnahmen gestört werden.
- Sie kann nicht mit Anti-Radar-Raketen unterdrückt werden.
- Ihre sehr hohe Geschwindigkeit ermöglicht es ihr, auch sehr schnell fliegende Flugzeuge zu treffen.
- Drei Subraketen vergrößern den Einwirkungsbereich und erhöhen die Wahrscheinlichkeit, dass das Ziel von zumindest einer der Subraketen getroffen wird.

Es existieren aber auch Nachteile:
- Der zur Steuerung der Rakete benötigte Laser kann im Gegensatz zu einer passiv infrarotgesteuerten oder SACLOS-Rakete wie den früher eingesetzten Blowpipe- und Javelin-Raketen zu einer Entdeckung führen.
- Der Schütze kann durch andere Laser oder Gegenmaßnahmen geblendet werden.
- Der Ausbildungsstand des Schützen ist von sehr großer Bedeutung, weil er das Ziel exakt verfolgen muss. Bei infrarotgesteuerten Raketen ist dies nicht der Fall.
- Die Subraketen haben keinen Näherungszünder, so dass das Ziel bei knapper Verfehlung vollkommen unbeschädigt bleibt.

## Einsatz
Während des Irakkriegs kam die Starstreak mit der Royal Artillery zum Einsatz. Abschüsse sind keine bekannt.
Die Stationierung von mobilen Starstreak-Waffensystemen in Wohngebieten während der Olympischen Sommerspiele 2012 in London führte zu Protesten der Anwohner.
Im Zuge des Russischen Überfall auf die Ukraine 2022 setzen die Ukrainischen Streitkräfte die Starstreak zur Luftverteidigung ein.

## Nutzerstaaten
- Indien – Verschiedene Systeme[7]

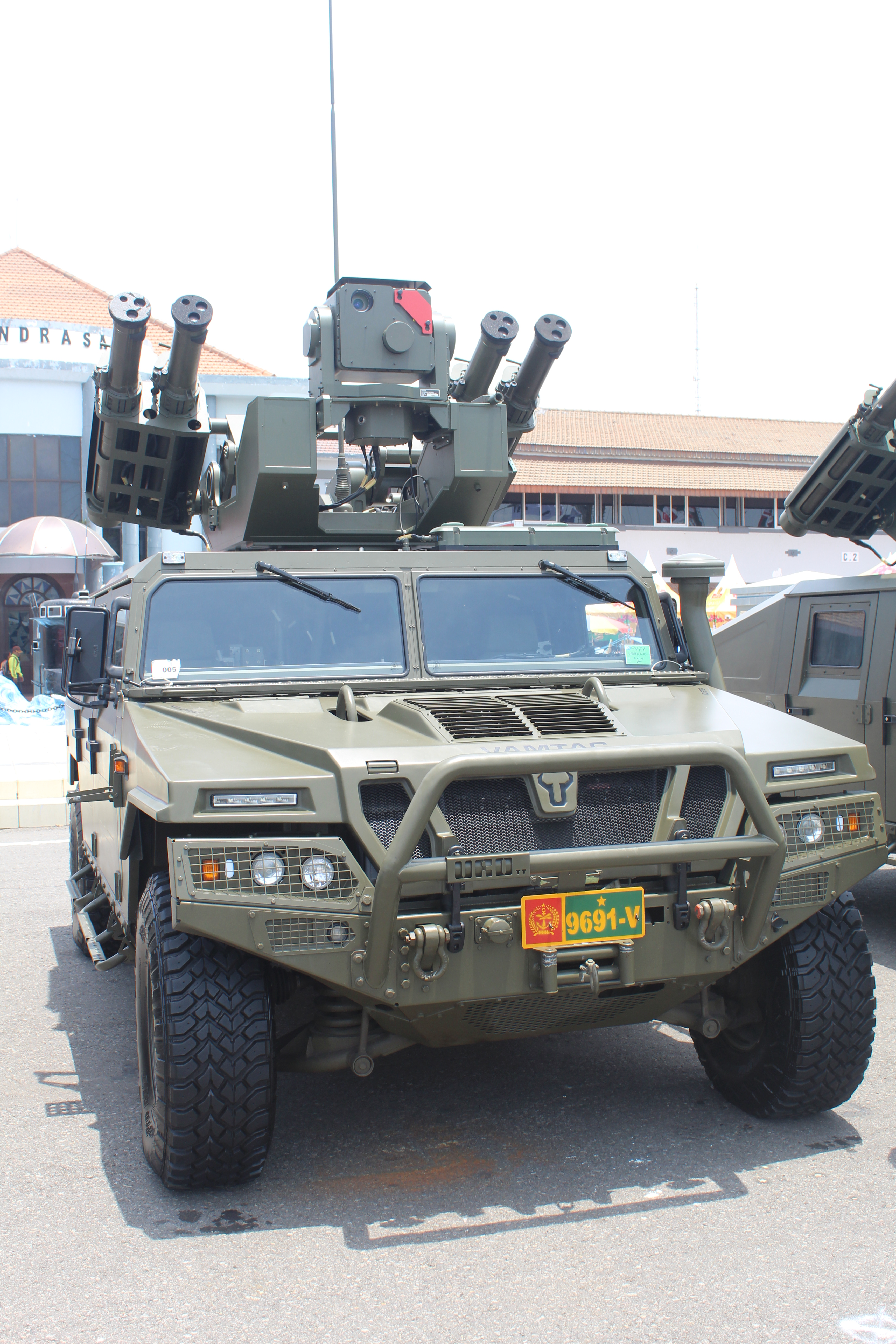
ForceSHIELD-System auf einem URO VAMTAC der indonesischen Armee

- Indonesien – ForceSHIELD-Systeme mit 500 Raketen[8]
- Malaysia – ForceSHIELD-Systeme mit 120 Raketen[8]
- Portugal – ForceSHIELD-Systeme[9]
- Saudi-Arabien – RapidRanger-Systeme[10]
- Südafrika – 8 LML-Systeme mit 96 Raketen[8]
- Thailand – 8 LML-Systeme mit 240 Raketen[8]
- Ukraine – Im Rahmen der Auslandshilfen für die Ukraine aus britischen Beständen geliefert.[8]
- Vereinigtes Königreich – 135 LML-Systeme, ~150 SP HVM-Systeme[8]